# Frans de Wit (schilder)
Frans de Wit (Veldhoven, 14 november 1901 – Sint-Oedenrode, 9 april 1981) was een Nederlandse kunstschilder.

## Leven en werk
Frans de Wit was autodidact. De Wit werkte van 1949 tot 1960 in Den Haag, waar hij lid was van Pulchri Studio, de Haagse Kunstkring, de Posthoorngroep,  Fugare en medeoprichter van Verve. In 1960 verhuisde hij naar Son en Breugel.
De Wit leefde sinds 1957 samen met de beeldhouwster Jos van Riemsdijk in hun boerderij in Nijnsel.
Werken van De Wit bevinden zich onder meer in het Gemeentemuseum Den Haag.